# The Police Reunion Tour
La Reunion Tour ("Gira de Reunión" en español) fue una gira de conciertos mundial de la banda The Police que ocurrió en 2007 y 2008, la cual marcó el trigésimo aniversario de sus comienzos. Al finalizar, la gira se convirtió en la tercera (ahora decimosexta) gira con mayor recaudación de todos los tiempos, con ingresos que superan los $360 millones USD. La gira comenzó en mayo de 2007 con críticas extremadamente positivas por parte tanto de fanáticos como de críticos y terminó en agosto de 2008 con un espectáculo final en el Madison Square Garden .

## Historia
El 24 de enero de 2007, una estación de radio en Vancouver, Canadá llamada Rock101, informó al público que el trío se había reunido en Vancouver y había comenzado a ensayar para una gira. Hubo numerosos avistamientos del grupo y su séquito en el área de Vancouver a medida que la expectativa de una gira de ese calibre aumentaba. 
Finalmente reunida, The Police se presentó en la 49.ª entrega anual de los premios Grammy el 11 de febrero de 2007 en Los Ángeles. El día siguiente, la banda mantuvo ensayos y organizó una conferencia de prensa en el club nocturno Whisky a Go Go de Los Ángeles, donde confirmaron que se emprenderían en una gira mundial que comenzaría en mayo, con Vancouver como la primera ciudad donde tocarían. También se anunció que el acto de apertura para los conciertos en América del Norte y Europa sería Fiction Plane, una banda de pop-rock proveniente de Inglaterra cuyo cantante y bajista era Joe Sumner, el hijo de Sting . En Filadelfia, la banda escocesa de rock The Fratellis también se unió a Fiction Plane como acto de apertura. Además, Maroon 5 se sumó al acto en Miami y Maxïmo Park participó en la gira durante los conciertos en Twickenham, Londres.
Debido a que las entradas para los conciertos se pusieron a la venta al mismo tiempo para todo el mundo, las entradas para algunas fechas se agotaron en minutos. Los tickets para la totalidad de la gira británica, la primera de la banda en 24 años, se agotaron en 30 minutos.  Han vendido aproximadamente 1,5 millones de entradas en todo el mundo con ingresos que llegan a los $168 millones USD.
The Police y Best Buy lanzaron un set de colección el 7 de octubre de 2008 titulado Certifiable: Live in Buenos Aires, el cual incluye la grabación de un concierto completo en vivo en Buenos Aires, Argentina durante la gira. El set también incluye grabaciones adicionales, incluido un documental filmado por Jordan Copeland, hijo del baterista Stewart, titulado Better Than Therapy .
La gira fue finalista y ganadora en los Touring Awards (ahora Live Music Awards) de Billboard en 2007 para los premios de Top Tour (Mejor Tour) y Top Draw (Mayor atractivo). Las porciones de 2007 de la gira ocuparon el primer lugar en la clasificación de Billboard para la recaudación de ingresos brutos para ese año, al igual que la segunda parte de la gira en 2008 ocupó el cuarto lugar en la misma categoría.

## El espectáculo
El primer espectáculo ocurrió el 27 de mayo de 2007 en Vancouver. El concierto funcionó como una vista previa a la cual atendieron 4.000 miembros del club de fanáticos de la banda. El primer espectáculo oficial fue el 28 de mayo de 2007 frente a 22.000 fans, siendo uno de dos espectáculos de la gira con entradas casi agotadas. Abriendo con la canción "Message in a Bottle", la banda se mantuvo en el escenario durante aproximadamente dos horas, mayoritariamente tocando sus éxitos junto a algunas de las canciones favoritas de los fanáticos.
Si bien los conciertos de Vancouver recibieron críticas increíblemente positivas por parte de los críticos, el baterista Stewart Copeland, en una publicación en un foro de su sitio oficial, clasificó al concierto de la banda ocurrida el 29 de mayo como "aburrida", donde prosiguió a burlarse de sí mismo y de sus compañeros de banda. Llamó a uno de los saltos de Sting para finalizar una canción como perteneciente a un "mocoso petulante en lugar del dios del rock", bromeó diciendo que la banda estropeó los cambios de tonalidad tan horriblemente que terminaron tocando "mezcolanzas vanguardistas de doce tonos" de "Every Little Thing She Does Is Magic" y "Don't Stand So Close to Me", sugirió que el guitarrista Andy Summers se encontraba "en Idaho" cuando él y Sting terminaron desincronizados por medio compás durante el tema de apertura "Message in a Bottle", y afirmó que hizo un desastre con un redoble que había estado trabajando para "Walking in Your Footsteps", tocándolo en la parte equivocada de la canción. Sin embargo, a pesar de estos fallos, dijo que se estaba divirtiendo y, después del set, él y sus compañeros de banda se abrazaron entre bastidores, riéndose.
"Fue una crítica sincera", explicó Copeland. "Si lees el artículo en contexto, no fue tan agresivo. Fue reconocer el hecho de que nosotros solo éramos humanos. Y estábamos luchando para que todo funcionara, jugando como si nuestras vidas dependieran de ello, y encima teníamos que hacerlo bien... Cuando Sting y Andy lo leyeron por primera vez, respondieron con algo como: '¡Ay!' Pero luego lo superaron." 
"The Police eran muy buenos músicos", observó Jean-Jacques Burnel, bajista de la banda Stranglers. "Simplemente se odiaban mutuamente. Todavía lo hacen, al parecer. Tocamos en Hyde Park el mismo día que ellos (29 de junio de 2008) y fue horrible. No es un ambiente muy conducente a la apreciación del producto musical de alguien cuando sabes que solo están ahí para recargar su fondo de pensiones ".

## Diseño de escenario

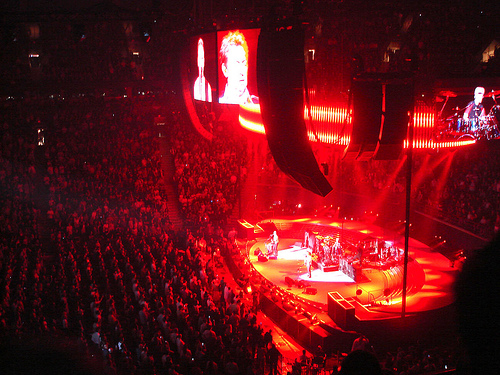
The Police interpretando "Roxanne" el 28 de mayo de 2007 en GM Place, Vancouver

La organización del escenario para The Police fue un diseño ovalado simple de dos niveles, rodeado por un anillo de luces azules. Encima del escenario había siete pantallas LED: tres en la parte delantera, una a cada lado y dos en la parte trasera. Esta disposición del escenario no se utilizó durante el concierto en The Woodlands el 20 de mayo de 2008 debido al lugar contando con un escenario más pequeño. En Marsella, Francia, el 3 de junio de 2008, se utilizaron las pantallas pero no el escenario ovalado de doble nivel.
La ubicación de los miembros de la banda fue similar a aquellas de giras anteriores, con Sting y su bajo y equipo ubicados a la derecha del escenario, Andy Summers y sus pedales de guitarra y amplificadores a la izquierda del escenario y Stewart Copeland ubicado en la parte trasera central. Detrás de él, en una plataforma que era capaz de ascender y descender, había una configuración de instrumentos percusivos utilizado en varias canciones que consistía de varios timbales, rotosonidos colgantes, kits de percusión afinados, un xilófono digital y un gong de 60 pulgadas al centro.

## Lista de canciones
Esta lista es solamente representativa del concierto dado en Mountain View, California el 14 de julio de 2008. No representa a todos los conciertos de la gira.
1. "Message in a Bottle"
2. "Walking on the Moon" *
3. "Demolition Man"
4. "Voices Inside My Head" *
5. "When the World Is Running Down, You Make the Best of What's Still Around"
6. "Don't Stand So Close to Me" *
7. "Driven to Tears"
8. "Hole in My Life" *
9. "Every Little Thing She Does is Magic"
10. "Wrapped Around Your Finger" *
11. "De Do Do Do, De Da Da Da"
12. "Invisible Sun" *
13. "Can't Stand Losing You" / "Reggatta de Blanc"
14. "Roxanne"
15. "King of Pain"
16. "So Lonely" *
17. "Every Breath You Take"
18. "Next to You"

* - interpretado en una tonalidad diferente a la versión original
Otras canciones que tocaron durante la extensión de la gira fueron "Synchronicity II" y "Walking in Your Footsteps" *. Algunas canciones tocadas en 2007 como "Truth Hits Everybody" *, "The Bed's Too Big Without You", "Spirits in the Material World" *, "Dead End Job" y "Murder by Numbers" fueron reemplazadas por "Bring on the Night" en 2008.
Se agregaron "Purple Haze" de Jimi Hendrix y "Sunshine of Your Love" de Cream para el último concierto el 7 de agosto de 2008 en el Madison Square Garden.